# Mark Warburton
Mark Warburton (Londen, 6 september 1962) is een Engels voetbalcoach en voormalig voetballer. Hij was onder meer trainer van de Schotse club Rangers FC en het Engelse Queens Park Rangers FC.